# Chiara Consonni
Chiara Consonni, född 24 juni 1999 i Ponte San Pietro, är en italiensk professionell landsvägscyklist och bancyklist.

## Karriär
Consonni har cyklat professionellt sedan 2018. Bland hennes meriter kan nämnas guld i lagförföljeloppet vid världsmästerskapen i cykling 2022. Samma år vann hon Dwars door Vlaanderen. År 2023 vann hon Trofee Maarten Wynants.
Vid OS 2024 tog hon guld i madison tillsammans med Vittoria Guazzini.